# Bundesstraße 243a
Pour les articles homonymes, voir Route 243.
La Bundesstraße 243a est une Bundesstraße du Land de Basse-Saxe.

## Géographie
La route bifurque de la Bundesstraße 243 vers l'est à Bockenem et mène comme voie de desserte à la sortie 65 Bockenem de la Bundesautobahn 7.
La Bundesstraße fut construite pour assurer que les villes le long de la B 243 dans la région de Hildesheim-Bockenem soient reliées à l'A 7 en direction de Cassel, contournant ainsi la jonction et Rhüden. Elle détourne également le trafic provenant de la Landesstraße L500 (Lutter am Barenberge) autour de Bockenem.
Elle est soumise à la redevance pour les poids lourds et devrait donc, selon les plans initiaux, être soumise comme toutes les autres Bundesstraßen. Cependant, elle ne relève pas des critères modifiés, car la longueur minimale requise (4 kilomètres conformément à la loi fédérale sur le péage routier n'est pas requise.

## Source
- (de) Cet article est partiellement ou en totalité issu de l’article de Wikipédia en allemand intitulé « Bundesstraße 243a » (voir la liste des auteurs).

1. ↑  (de) « Die Bundes- und Reichsstraßen in Deutschland - Nr. 166 bis 327 » [archive du 18 février 2009], sur home.arcor.de (consulté le 16 juillet 2025)